# Plebejus fuscescens
Plebejus fuscescens är en fjärilsart som beskrevs av Barend J. Lempke 1955. Plebejus fuscescens ingår i släktet Plebejus och familjen juvelvingar. Inga underarter finns listade i Catalogue of Life.